# Biały Kamień (Wałbrzych)
Biały Kamień (niem. Weisstein, Weißstein, łac. Albus Lapis) – dzielnica mieszkaniowa Wałbrzycha i jego jednostka pomocnicza leżąca w zachodniej części. 
Z Białego Kamienia pochodzi najstarszy zapis o wydobyciu węgla w regionie wałbrzyskim (1561). 
Do 1950 odrębna miejscowość, 1945–1950 samodzielne miasto, włączone 1 stycznia 1951 w większości (wraz z Kamionkiem) do Wałbrzycha na skutek jego gwałtownego rozwoju industrialnego. 
Według danych z Urzędu Miejskiego w Wałbrzychu na 16 kwietnia 2014 dzielnice Biały Kamień i Konradów zamieszkuje 14278 osób.

## Historia
Osada u podnóża Chełmca istniała już przeszło 700 lat temu. Dawna posiadłość Schaffgotschów i Piastów, wzmiankowana została po raz pierwszy w 1305. W „Księdze uposażeń biskupstwa wrocławskiego” (Liber fundationis episcopatus Vratislaviensis) sporządzonej w końcu XIII lub na początku XIV wieku przyszła dzielnica Wałbrzycha figuruje jako „Albus Lapis alias Wissenstein” W 1648 kupili ją Czettritzowie, zaś w 1838 roku została zakupiona od zadłużonych Czetrittzów przez ród Hochbergów. Początkowo nazwę miejscowości pisano „Weißenstein”, w końcu skróć nazwę na „Weißstein” i tak zostało do 1945 roku. W Polsce do 1950 samodzielne miasto, od 1951 dzielnica Wałbrzycha, graniczące z miastami Boguszów-Gorce i Szczawno-Zdrój, dzielnicami (niegdyś również osobnymi miejscowościami): Sobięcin, Stary Zdrój, Konradów i Nowe Miasto (sąsiadowała do 1953).
Do 1945 na terenie osobnej gminy Biały Kamień funkcjonowała parafia ewangelicka. Pozostałościami po niej jest teren parku, przy ul. Ludowej (dawny cmentarz wraz z kaplicą, obecnie własność POD Zagłębie) oraz budynki dawnej parafii przy głównej ulicy. Kościół został wyburzony pomiędzy wrześniem a grudniem 1969. Organy zostały prawdopodobnie przewiezione do budowanego w tym samym czasie kościoła w Trawnikach k. Lublina. Z wyburzeniem tego kościoła wiąże się ukryta przez władze komunistyczne historia rzekomego samobójstwa jednego z byłych księży tej parafii. Gdy zobaczył on w latach 70., że nie ma już budynku, wraz z nim ukrytych w środku rzeczy i kosztowności, popełnił samobójstwo rzucając się z okna hotelu "Sudety.

### Głaz "Biały Kamień"
Wprawdzie z Białego Kamienia pochodzi najstarszy zapis o wydobyciu węgla w regionie wałbrzyskim, ale osada nigdy nie nazywała się Czarny Kamień. Od samego początku z jej losami związana jest zupełnie inna skała. W czasach, gdy na tym terenie rosła jeszcze dziewicza puszcza, obecnie w rejonie ul. Kołłątaja znajdował się kamień- eratyk. Z uwagi na swą wielkość i kolor (był łatwy do zauważenia) służył w lesie jako drogowskaz dla wędrujących po nim. Stąd też nazywano go "Wegweiser" lub "Weiserstein" (drogowskaz, kamień wskazujący drogę). Mający średnicę około 80 cm, różowy granit według opinii geologów przywleczony na teren Białego Kamienia, jak wiele innych w rejonie Wałbrzycha przez skandynawski lodowiec.

## Osiedla
W obręb Białego Kamienia wchodzą:
- Konradów,

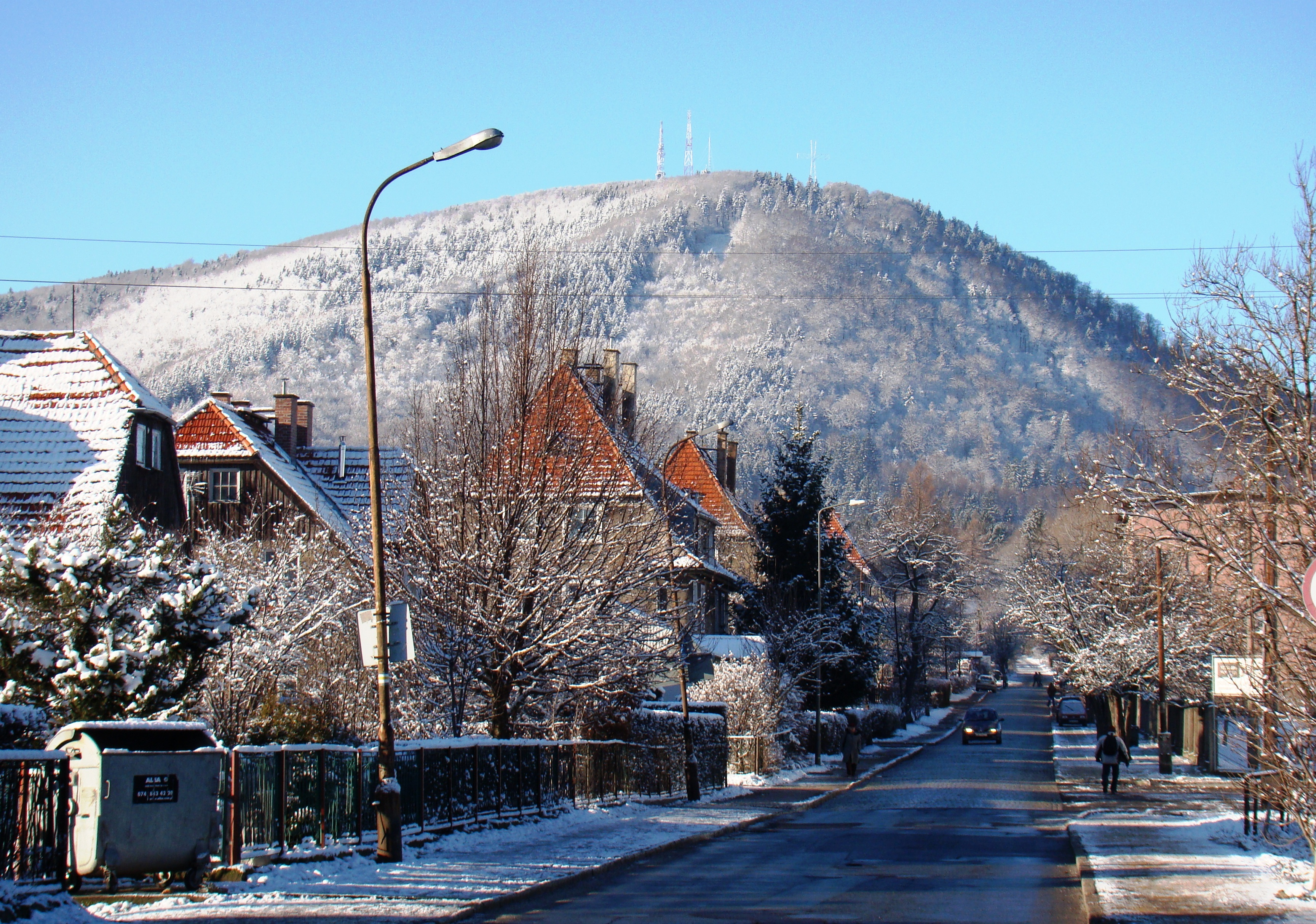
Osiedle na ulicy Piasta (Osiedle Chełmiec)

- Opoka (Hartau) – rejon ul. Wańkowicza, ul. Bema, ul. Dubois,
- Rozłoga (Zehnhäuser) rejon pomiędzy Opoką a Nowym Szczawnem wzdłuż ulicy Andersa powyżej nr 140,
- Kamionek (Neuweißstein),
- Osiedle Wanda – rejon ulic Ludowej i Reja,
- część Nowego Szczawna (Neu Salzbrunn) bezpośrednio przy granicy ze Szczawnem-Zdrój, głównie wzdłuż ulicy Daszyńskiego,

Nazwy te nie są obecnie używane; zostały nadane po II wojnie światowej na wzór nazw niemieckich.

## Transport
Przez dzielnice przebiega linia kolejowa nr 291, która na długości Wałbrzych – Boguszów została rozebrana w 1994 roku i formalnie zlikwidowana 23 stycznia 2002 roku. Obecnie ze względu na swoje walory krajoznawczo-widokowe, nasyp jest wykorzystywany jako popularny trakt pieszo-rowerowy.
Główna droga przebiegająca przez dzielnice to droga wojewódzka 375 w ciągu ulicy gen. Władysława Andersa. Kursują tutaj autobusy komunikacji miejskiej nr 5, 8, 10, 18, 20 oraz prywatna komunikacja: 5, 6, 8, 10, 18, 103.

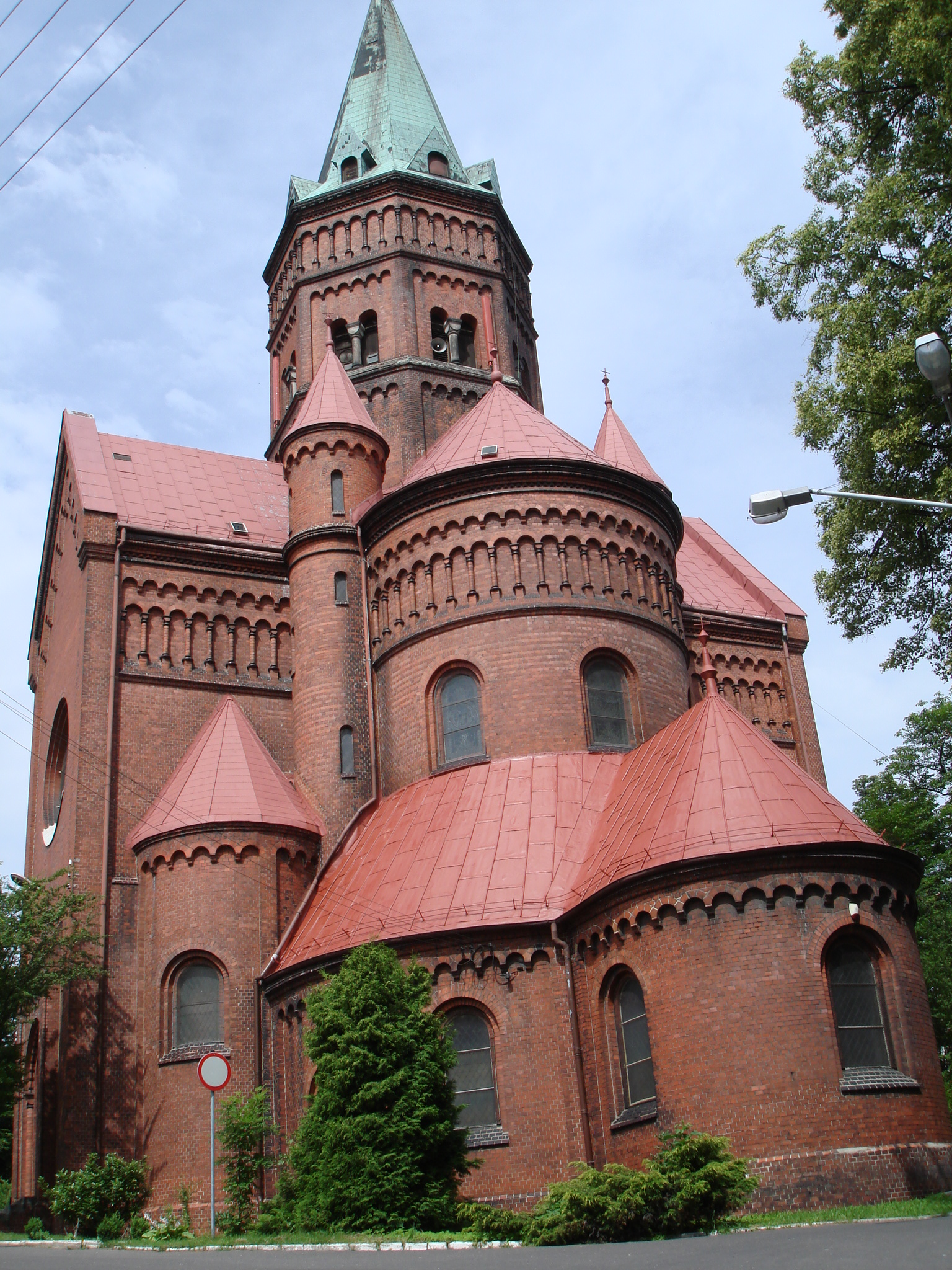
Kościół św. Jerzego i Matki Bożej Różańcowej

## Religia
Na Biały Kamieniu znajdują się:
- Parafia św. Jerzego i Matki Bożej Różańcowej w Wałbrzychu, ul. św. Jerzego 4
- Parafia św. Rodziny, ul. Bema 54
- siedziba Kościoła Zielonoświątkowego (dawny Wałbrzyski Ośrodek Kultury), ul. gen. Andersa 185,
- Sala Królestwa Świadków Jehowy, ul. Kopalniana 3A[10]

## Sport

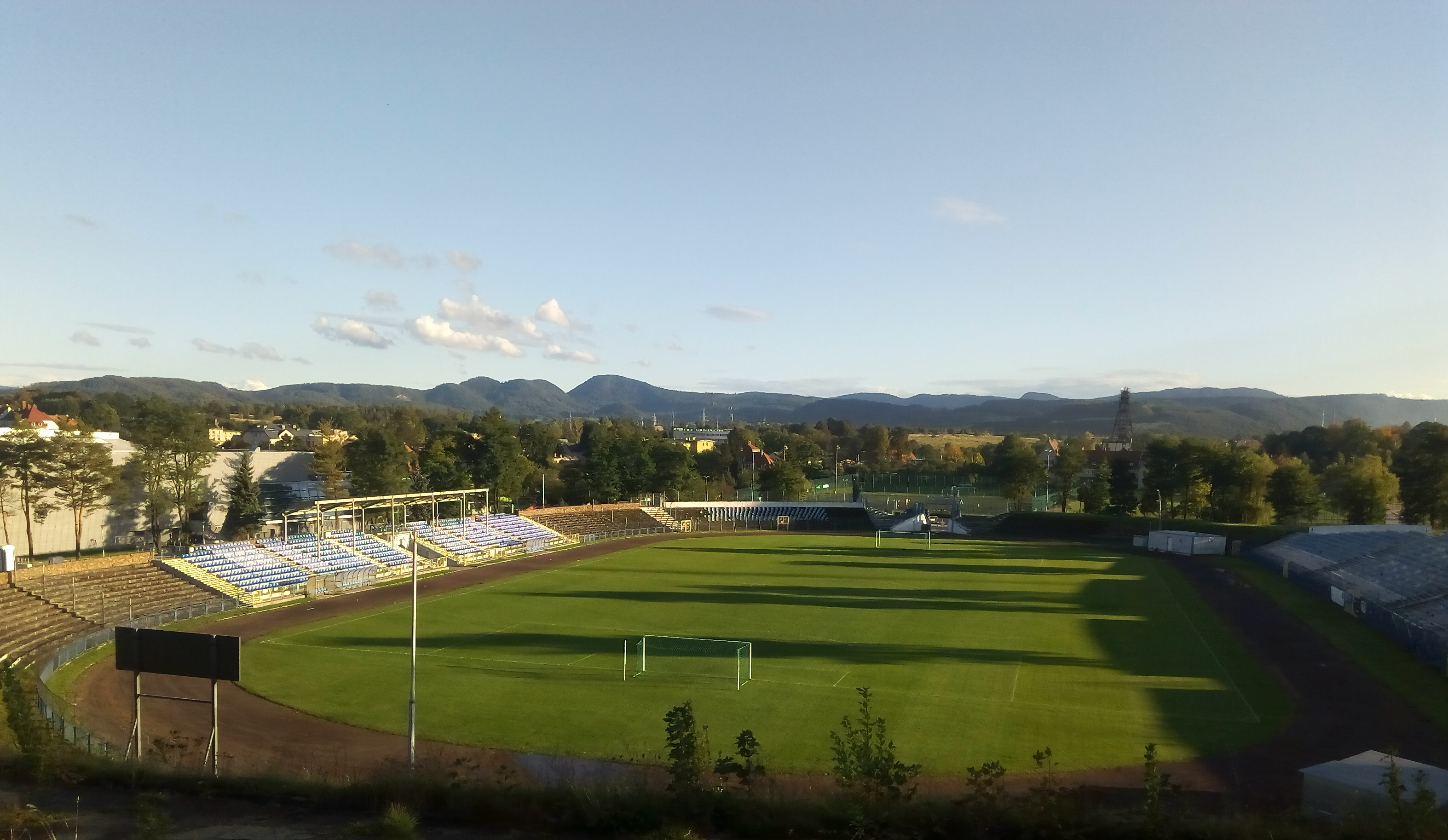
Stadion Tysiąclecia w dzielnicy Biały Kamień

W dzielnicy tej rozgrywał swoje mecze zespół Zagłębia Wałbrzych (wcześniej jako Julia Biały Kamień i Górnik Thorez Wałbrzych). Do 1966 roku areną spotkań był stadion przy ulicy Dąbrowskiego, zwany Hasiokiem lub Starym Zagłębiem. W 1966 roku Zagłębie oddało do użytku nowy, wspaniały kompleks sportowy przy ulicy Ratuszowej (Stadion 1000-lecia dla 25 tysięcy widzów, hala sportowa, basen kryty, boisko treningowe, korty tenisowe) i od tej pory drużyna z Białego Kamienia rozgrywała tam swoje spotkania. Lata 1968-74 to okres gry w ścisłej krajowej czołówce, w ekstraklasie. Widzowie mieli także możliwość oglądania spotkań Zagłębia w pucharach Intertoto i UEFA. Obecnie kompleks jest wyremontowany.

## W dzielnicy znajdują się

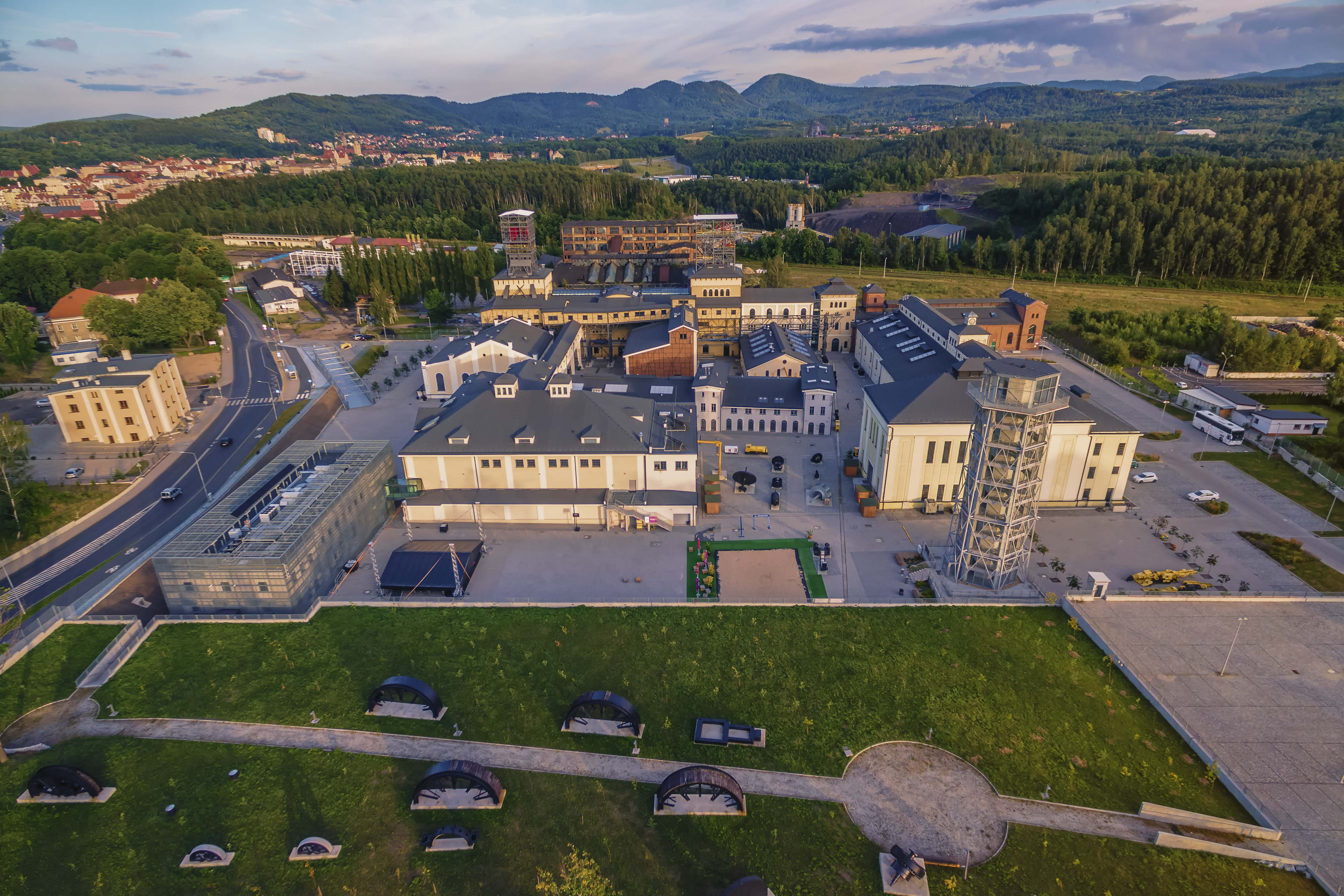
Widok na Kopalnię Węgla Kamiennego Julia (obecnie Centrum Nauki i Sztuki Stara Kopalnia)

- Centrum Nauki i Sztuki Stara Kopalnia w dawnej Kopalni Węgla Kamiennego Julia,
- Hotel Biały (dawniej Wabtour, wybudowany jako Skarbek w latach 80.), przy ul. Piotra Wysockiego 45,
- Wałbrzych International Production sp. z o.o. (dawniej Zakłady Przemysłu Odzieżowego "Rafio"), fabryka produkująca odzież, ul. Piasta 21,
- zajezdnia autobusowa Śląskiego Konsorcjum Autobusowego, ul. Ludowa 1d (od 1994 – wcześniej od 1896 w śródmieściu),
- oddział celny, ul. Ludowa 63,
- Filia nr 6 PiMBP Biblioteki pod Atlantami, ul. gen. Andersa 137,
- kino "Zorza", ul. gen. Andersa 161 (dawny niem. Schauburg) (zlikwidowane),
- kompleks sportowo-rekreacyjny "Aqua Zdrój", ul. Ratuszowa 6,
- Publiczna Szkoła Podstawowa nr 2 im. Orła Białego, ul. Melchiora Wańkowicza 13,
- Publiczna Szkoła Podstawowa nr 6 im. Aleksandra Kamińskiego, ul. gen. Andersa 50.